# Sebastian Siedler
Sebastian Siedler (né le 18 janvier 1978 à Leipzig) est un coureur cycliste allemand, professionnel de 2004 à 2010. À la fin de la saison 2010, il met un terme à sa carrière de coureur cycliste professionnel. Il fut notamment champion du monde de poursuite par équipes en 2000 et vainqueur du Tour de Nuremberg en 2004.

## Palmarès sur route

### Palmarès amateur
- 1998
  - 3e du Tour du Stausee
- 2001
  - 3e étape du Tour de Brandebourg
- 2002
  - 3e étape de la Cinturón a Mallorca
  - 2e étape du Tour de Hesse
- 2003
  - 2e et 6e étapes du Tour du Loir-et-Cher
  - 4e, 6e et 7e étapes du Tour de Serbie

### Palmarès professionnel
- 2004
  - 3e étape de la Course de la Paix
  - 5e étape du Tour de Hesse
  - Tour de Nuremberg
  - 2e de Groningue-Münster
- 2007
  - 5e étape du Tour de Bavière
- 2008
  - 1re étape du Tour de Picardie
- 2009
  - 8e étape du Tour de Turquie
  - 6e étape du Tour du Danemark
  - 3e de la Neuseen Classics

### Résultats sur les grands tours

#### Tour d'Espagne
- 2006 : 127e

### Classements mondiaux
| Année              | 2005 | 2006 | 2007 | 2008 | 2009 | 2010 |
| ------------------ | ---- | ---- | ---- | ---- | ---- | ---- |
| Classement ProTour |      |      | 217e |      |      |      |
| UCI Africa Tour    |      |      |      | 53e  |      |      |
| UCI Europe Tour    | 122e |      |      | 199e | 134e | 667e |

## Palmarès sur piste

### Championnats du monde
- Manchester 2000
  -  Champion du monde de poursuite par équipes (avec Daniel Becke, Guido Fulst et Jens Lehmann)
- Anvers 2001
  -  Médaillé de bronze de la poursuite par équipes
- Ballerup 2002
  -  Médaillé d'argent de la poursuite par équipes

### Championnats du monde juniors
- 1995
  -  Médaillé d'argent de la poursuite par équipes juniors
- 1996
  -  Médaillé d'argent de la poursuite par équipes juniors

### Coupe du monde
- 2002
  - 3e de la poursuite par équipes à Moscou
- 2003
  - 2e de la poursuite par équipes à Moscou

### Championnats d'Allemagne
- 1997
  - 2e de la poursuite par équipes
- 1998
  -  Champion d'Allemagne de poursuite par équipes (avec Jens Lehmann, Christian Bach et Daniel Becke)
- 1999
  -  Champion d'Allemagne de poursuite par équipes (avec Jens Lehmann, Christian Bach et Daniel Becke)
- 2000
  - 2e de la poursuite par équipes
- 2001
  -  Champion d'Allemagne de poursuite par équipes (avec Jens Lehmann, Christian Bach et Christian Müller)
- 2002
  -  Champion d'Allemagne de poursuite par équipes (avec Jens Lehmann, Thomas Fothen et Moritz Veit)
- 2003
  -  Champion d'Allemagne de poursuite par équipes (avec Jens Lehmann, Christian Bach et Daniel Schlegel)
  - 2e de l'américaine
- 2004
  -  Champion d'Allemagne de poursuite par équipes (avec Jens Lehmann, Christian Bach et Sascha Damrow)